# Neus Campillo Iborra
Neus Campillo Iborra (Sueca, Valencia, 1945) es catedrática de Filosofía e investigadora en el Instituto Universitario de Estudios de la Mujer (IUED) de la Universidad de Valencia. Doctora en Filosofía en la Universidad de Valencia, fue directora del departamento de Filosofía en dicha universidad de 1999 a 2000 y actualmente es profesora emérita de esta misma institución. Fue también directora del IUED de 1994 a 1996.
Es una pensadora feminista enmarcada en la Segunda Ola del feminismo. Desde su posición de directora del IUED impulsó los estudios feministas de las mujeres y del género. 

## Vida profesional
Fue profesora visitante en la Universidad de Harvard el año 1998, y en la Universidad de Yale en 2007.
Sus principales líneas de investigación son la filosofía de Hannah Arendt y la Teoría Feminista como Teoría Crítica, aunque su campo de pensamiento va desde Sócrates y los sofistas a las políticas públicas con perspectiva de género.
La Teoría Feminista como Teoría Crítica parte de la idea de que el feminismo, además de teoría política y movimiento reivindicativo es una crítica teórica. El motivo por el cual se tiene en cuenta al feminismo en el ámbito de la filosofía es por su carácter de crítica. Radicalizar las ideas ilustradas y mostrar sus paradojas constituyen el núcleo del programa feminista. Nacida en tiempos de la Ilustración la crítica feminista mostraba ya que solo desde el prejuicio misógino y no desde la razón se podía sostener que se dejara fuera del concepto de ciudadanía a la mitad de la humanidad. 
En lo referente a Hannah Arendt, Neus Campillo estudia como en su pensamiento se van redefiniendo la política y la filosofía hasta llegar a plasmar algunas de las claves básicas del siglo XX: cómo seguir pensando cuando se ha comprobado que la modernidad, la ciencia y la técnica pueden representar el fin de la humanidad, y cómo puede una sociedad de masas y de consumo evitar caer en manos del peligro que representa el totalitarismo.
Actualmente es también editora de la revista de investigación feminista, Asparkía. Esta publicación, nacida en 1992, aborda temas encuadrados dentro de la investigación feminista y enfoca los estudios de género desde una perspectiva interdisciplinar.

## Premios
Fue una de las diez mujeres homenajeadas en el Acto del Día de la Mujer, organizado por la presidenta de la Comisión de Igualdad de les Corts, Llum Quiñonero, en marzo de 2017. En él se le reconocía su trabajo y sus aportaciones como investigadora en el Instituto Universitario de Estudios de la Mujer de la Universidad de Valencia.

## Obras (1976 - 2014)
A lo largo de su carrera profesional Neus Campillo Iborra ha publicado un número considerable de trabajos, desde artículos en revistas especializadas a libros propios, pasando por colaboraciones en obras colectivas, de entre los ellos podemos destacar:
- "L'ambivalència del sotmetiment: violència i gènere" en L'espill, Nº 19, 2005, págs. 69-78.[8]
- "Hannah Arendt, técnica y política" en Mètode: Anuario, Nº. 2004, 2004, págs. 26-28.[8]
- "Feminismo, ciudadanía y cultura crítica" en Recerca: revista de pensament i analisi, Nº. 4, 2004, págs. 167-179.[8]

- Filosofía social (coautora M. Boladeras). Síntesis, 2001.[9]
- Hannah Arendt: lo filosófico y lo político. València: Publicacions de la Universitat de València, 2013.[10]
- El descrèdit de la modernitat. Universitat de València, 2001.[11]
- John Stuart Mill: sobre la libertad. Valencia: Dirección General de Ordenación e Innovación Educativa, 1990.[12]
- Sócrates y los sofístas (coautor S. Vegas). València: UV/Dpto. de HF, 1976.[13]

- "El feminismo nominalista de Celia Amorós" (ed. lit. M. López, L. Posada), en Pensar con Celia Amorós, 2010, págs. 37-44.[14]
- "Mujeres ciudadania y sujeto político" (coord. A. Helda) en El reto de la igualdad de género: nuevas perspectivas en ética y filosofía política, 2008, págs. 147-157.[15]
- "Género, ciudadanía y sujeto político" (coord. T. Freixes, J. Sevilla) en Género, constitución y estatutos de autonomía, 2005, págs. 23-26.[16]
- "Hannah Arendt: mundo y pluralidad, una ontología del aparecer" (coord. Á. Álvarez), en Paideia, 2005.[17]
- "J. St. Mill: Igualdad, criterio de la modernidad" (coord. M. A. Durán) en Mujeres y hombres en la formación de la teoría sociológica, 1996, págs. 73-112[18]